# Benedetto Accolti (historien)
Pour les articles homonymes, voir Benedetto Accolti et Accolti.
Benedetto Accolti (né en 1415 à Arezzo, Toscane et mort en 1464 à Florence) est un jurisconsulte, un professeur de droit et un historien italien.

## Biographie
Benedetto Accolti enseigna d'abord le droit à l'université de Florence, puis il remplaça Le Pogge comme secrétaire de la République vénitienne, et enfin se consacra exclusivement à l'histoire.

## Œuvres
Benedetto Accolti publia avec son frère Léonard : 
- De bello a Christianis contra barbaros gesto pro Christi sepulchro, histoire de la première croisade, qui fut traduite en français en 1520, et dans laquelle on dit que le Tasse puisa l'idée de son poème[2].